# Coenosopsia
Coenosopsia is een geslacht van insecten uit de familie van de echte vliegen (Muscidae), die tot de orde tweevleugeligen (Diptera) behoort.

## Soorten
- C. floridensis Michelsen, 1991
- C. prima Malloch, 1924